# Добро Поље (Црна Трава)
Добро Поље је насеље у Србији у општини Црна Трава у Јабланичком округу. Према попису из 2022. било је 9 становника.
Пространо црнотравско село Добро Поље (1964.г.) налази се под добропољском Чуком (висораван око 1417м). Махале овог села начичкане су према дубодолини реке Власине и реке Бистрице (на око 1188 м).
Наиме на северозападној страни Добропољске чуке у сливу реке Бистрице (речице која се код Дејана улива у Власину) налазе се добропољска селашца Бистрица и Козило, а на источним стрмим падинама ове добропољске висоравни, идући према кориту реке Власине су Црквена махала, Базов дол, Ивје и Крстићевска махала.
Бистрица (1964.г.) има 47 домаћинства, а 278 становника, Козило 39 кућа и 220 становника, Црквена махала 71 кућа и 370 становника, Крстићево 49 кућа и 274 становника.
Село Добро Поље (1964.г.) је и са насељем које је скоријег постанка а које се зове Вус (11 кућа и 84 становника).
Село Добро поље (1964.г.) има 217 домаћинства и 1226 становника.
Добро поље је издељено у ситнија насеља разбијеног типа.
Централни део села Добро Поље чине: Игриште (Кокарци), Црквена чука, Селиште (испод брда званог Побијени камен), Бобина, Станци, Ђурковица, Здравковци-Радисаови и Базов дол.
Потом је Крстића махала (данас село Крстићево), која гравитира селу Брод чине: Дерџине, Велинци, Бамбарци, Ђокарци, Џаверови, Шарковац-Ковачи, Дркинци, Дел, Локва, Бошковица.
Село Козило (била махала) чине: Златанци, Чукурусци.
Село Бистрицу (била махала) чине: Самарџијци, Милчинци, Друмци-Кокарци.

## Историја
Када је 1879. године пописан Власотиначки срез, у припадајућем селу Добро Поље било је стање: у 115 кућа живело је 806 становника, писмених људи није било а број пореских глава износио је 165.
По извештају из 1878. године ту је постојала основна школа. Била је смештена у једној соби црквене куће, и дуже време није радила. Месна основна школа је 1931. године понела назив "Мрњавчевић".

## Демографија
У насељу Добро Поље живи 16 пунолетних становника, а просечна старост становништва износи 63,2 година (53,2 код мушкараца и 70,9 код жена). У насељу има 11 домаћинстава, а просечан број чланова по домаћинству је 1,45.
Ово насеље је у потпуности насељено Србима (према попису из 2002. године).
|  |

| Демографија | Демографија | Демографија |
| Година      | Становника  | Становника  |
| ----------- | ----------- | ----------- |
| 1948.       | 421         |             |
| 1953.       | 370         |             |
| 1961.       | 358         |             |
| 1971.       | 200         |             |
| 1981.       | 104         |             |
| 1991.       | 45          | 45          |
| 2002.       | 16          | 18          |
| 2011.       | 19          |             |
| 2022.       | 9           |             |

| Етнички састав према попису из 2002.‍ | Етнички састав према попису из 2002.‍ | Етнички састав према попису из 2002.‍ | Етнички састав према попису из 2002.‍ | Етнички састав према попису из 2002.‍ |
| ------------------------------------ | ------------------------------------ | ------------------------------------ | ------------------------------------ | ------------------------------------ |
|                                      |                                      |                                      |                                      |                                      |
| Срби                                 | Срби                                 |                                      | 16                                   | 100,0%                               |

| Година пописа     | 1948. | 1953. | 1961. | 1971. | 1981. | 1991. | 2002. |
| ----------------- | ----- | ----- | ----- | ----- | ----- | ----- | ----- |
| Број домаћинстава | 80    | 71    | 67    | 47    | 34    | 19    | 11    |

| Број чланова      | 1 | 2 | 3 | 4 | 5 | 6 | 7 | 8 | 9 | 10 и више | Просек |
| ----------------- | - | - | - | - | - | - | - | - | - | --------- | ------ |
| Број домаћинстава | 7 | 3 | 1 | 0 | 0 | 0 | 0 | 0 | 0 | 0         | 1,45   |

| Пол    | Укупно | Неожењен/Неудата | Ожењен/Удата | Удовац/Удовица | Разведен/Разведена | Непознато |
| ------ | ------ | ---------------- | ------------ | -------------- | ------------------ | --------- |
| Мушки  | 7      | 2                | 2            | 3              | 0                  | 0         |
| Женски | 9      | 2                | 3            | 4              | 0                  | 0         |
| УКУПНО | 16     | 4                | 5            | 7              | 0                  | 0         |

| Пол    | Укупно                    | Пољопривреда, лов и шумарство | Рибарство                            | Вађење руде и камена | Прерађивачка индустрија       |
| ------ | ------------------------- | ----------------------------- | ------------------------------------ | -------------------- | ----------------------------- |
| Мушки  | 3                         | 2                             | 0                                    | 0                    | 0                             |
| Женски | 0                         | 0                             | 0                                    | 0                    | 0                             |
| УКУПНО | 3                         | 2                             | 0                                    | 0                    | 0                             |
| Пол    | Производња и снабдевање   | Грађевинарство                | Трговина                             | Хотели и ресторани   | Саобраћај, складиштење и везе |
| Мушки  | 0                         | 1                             | 0                                    | 0                    | 0                             |
| Женски | 0                         | 0                             | 0                                    | 0                    | 0                             |
| УКУПНО | 0                         | 1                             | 0                                    | 0                    | 0                             |
| Пол    | Финансијско посредовање   | Некретнине                    | Државна управа и одбрана             | Образовање           | Здравствени и социјални рад   |
| Мушки  | 0                         | 0                             | 0                                    | 0                    | 0                             |
| Женски | 0                         | 0                             | 0                                    | 0                    | 0                             |
| УКУПНО | 0                         | 0                             | 0                                    | 0                    | 0                             |
| Пол    | Остале услужне активности | Приватна домаћинства          | Екстериторијалне организације и тела | Непознато            | Непознато                     |
| Мушки  | 0                         | 0                             | 0                                    | 0                    | 0                             |
| Женски | 0                         | 0                             | 0                                    | 0                    | 0                             |
| УКУПНО | 0                         | 0                             | 0                                    | 0                    | 0                             |